# Liste des monuments historiques de la province du Brabant flamand
Cette page regroupe l'ensemble des listes des monuments historiques de la province belge du Brabant flamand.
- Liste des monuments historiques d'Aarschot
- Liste des monuments historiques d'Affligem
- Liste des monuments historiques d'Asse
- Liste des monuments historiques de Beersel
- Liste des monuments historiques de Begijnendijk
- Liste des monuments historiques de Bekkevoort
- Liste des monuments historiques de Bertem
- Liste des monuments historiques de Bierbeek
- Liste des monuments historiques de Biévène
- Liste des monuments historiques de Boortmeerbeek
- Liste des monuments historiques de Boutersem
- Liste des monuments historiques de Diest
- Liste des monuments historiques de Dilbeek
- Liste des monuments historiques de Drogenbos
- Liste des monuments historiques de Gammerages
- Liste des monuments historiques de Geetbets
- Liste des monuments historiques de Glabbeek
- Liste des monuments historiques de Gooik
- Liste des monuments historiques de Grimbergen
- Liste des monuments historiques de Haacht
- Liste des monuments historiques de Halle
- Liste des monuments historiques de Herent
- Liste des monuments historiques de Herne
- Liste des monuments historiques de Hoegaarden
- Liste des monuments historiques de Hoeilaart
- Liste des monuments historiques de Holsbeek
- Liste des monuments historiques de Huldenberg
- Liste des monuments historiques de Kampenhout
- Liste des monuments historiques de Kapelle-op-den-Bos
- Liste des monuments historiques de Keerbergen
- Liste des monuments historiques de Kortenaken
- Liste des monuments historiques de Kortenberg
- Liste des monuments historiques de Kraainem
- Liste des monuments historiques de Landen
- Liste des monuments historiques de Lennik
- Liste des monuments historiques de Louvain
- Liste des monuments historiques de Liedekerke
- Liste des monuments historiques de Linkebeek
- Liste des monuments historiques de Linter
- Liste des monuments historiques de Londerzeel
- Liste des monuments historiques de Lubbeek
- Liste des monuments historiques de Machelen
- Liste des monuments historiques de Meise
- Liste des monuments historiques de Merchtem
- Liste des monuments historiques d'Opwijk
- Liste des monuments historiques d'Oud-Heverlee
- Liste des monuments historiques d'Overijse
- Liste des monuments historiques de Pepingen
- Liste des monuments historiques de Roosdaal
- Liste des monuments historiques de Rotselaar
- Liste des monuments historiques de Scherpenheuvel-Zichem
- Liste des monuments historiques de Rhode-Saint-Genèse
- Liste des monuments historiques de Sint-Pieters-Leeuw
- Liste des monuments historiques de Steenokkerzeel
- Liste des monuments historiques de Ternat
- Liste des monuments historiques de Tervuren
- Liste des monuments historiques de Tielt-Winge
- Liste des monuments historiques de Tienen
- Liste des monuments historiques de Tremelo
- Liste des monuments historiques de Vilvoorde
- Liste des monuments historiques de Wemmel
- Liste des monuments historiques de Wezembeek-Oppem
- Liste des monuments historiques de Zaventem
- Liste des monuments historiques de Zemst
- Liste des monuments historiques de Zoutleeuw